# メビウス・ゼロ
メビウス・ゼロ (MOEBIUS ZERO) は、「ガンダムシリーズ」のうちのコズミック・イラ (C.E.) 年代を舞台とした、「ガンダムSEEDシリーズ」に登場する架空の兵器。初出作品は、シリーズ第1作として2002年 - 2003年に放送されたテレビアニメ『機動戦士ガンダムSEED』。人型兵器のモビルスーツ (MA) とともに「ガンダムシリーズ」の主要兵器となっているモビルアーマー (MA) の一種で、作中勢力のひとつである地球連合軍が一部のパイロット用に少数生産した特殊機。「SEEDシリーズ」におけるMAは宇宙戦闘機の延長上にあるメカと設定されており、敵対勢力であるプラントのザフト軍が運用するMSに対して圧倒的に不利な旧式兵器となっているが、この機体は「ガンバレル」と呼ばれる4基の有線式遠隔誘導兵器を用いることで戦力差を埋めている。アニメ本編より過去の戦いにおいて、多くの機体がパイロットごと失われたとされ、劇中で登場するのは主要人物の1人であるムウ・ラ・フラガの搭乗機のみである。劇中ではメビウス零式（メビウスぜろしき）とも呼ばれている。
メカニックデザインは山根公利。
本記事では、ガンバレルを撤去した標準型であるメビウスや、続編の『機動戦士ガンダムSEED DESTINY』に登場するゼロの後継機エグザスについても解説する。

## 設定解説
地球連合軍が開発した宇宙戦用MA。G兵器開発以前の地球連合軍において、ザフトのMSと対等に渡り合えた数少ない兵器の1つであり、4基の有線誘導式無人機「ガンバレル」を全方位に展開・制御することにより、MAの弱点である旋回性能の低さをカバーしている。
技術的にはメビウスより1世代前の機体であり、方向転換は補助バーニアの噴射によって行われるため、メインスラスターの可動によって方向転換を行えるメビウスとは異なる。機首部分は切り離しができる構造であり、突入艇として単独での大気圏降下が可能となっている。
ガンバレルをあつかうには突出した空間認識能力が不可欠であり、軍内ではその素質を有するパイロットの存在は希有だった。よって、人材確保の困難さから本機は少数生産に留まり、以後は一般兵士向けの量産機であるメビウスの生産に切り替えられた。
『ガンダムSEED MSV』では、ガンバレルをMSに搭載するため、本機をベースにした小型MA兼ストライカーパックであるガンバレルストライカーが開発され、搭載したガンバレルダガーは大戦末期に戦果を挙げている。また、C.E.73年には直系の後継機であるエグザスが開発されている。

### 武装
対装甲リニアガン
機体中央モジュールに装備された単装型のリニアガン。弾体の加速はレールガンに劣り、十分な高速度を得るためにバレルが長大化されている。しかしながら、弾体をリニアモーターカーのように浮かせて発射するために砲身の劣化を防げるメリットがあり、ザフト軍のジンを撃墜できる威力をもつ。
有線式オールレンジ攻撃兵装「ガンバレル」
本機を代表する兵装。胴体の上下左右に合計4基搭載されている。ガンバレルは本体から切り離し有線誘導による遠隔操作を行うことが可能で、母機から離れた位置に射出し、敵の予想し得ない方向から攻撃を加えることができる。ガンバレルのスラスターはそのまま本体のブースターを兼ねており、MSを上回る圧倒的な加速性能を得ている。
資料によってビーム砲を内蔵するとされているが、作中では黄色い光軸の実弾として描写されている。
また、ザフト軍においてもアクタイオン・インダストリー社の協力によりドラグーンシステムを開発する。

### 劇中での活躍
G兵器開発計画発動までの間、MSを持たなかった地球連合軍にとって、メビウス・ゼロはザフト軍MSに対抗し得る唯一の戦力だった。3個小隊15機がグリマルディ戦線に投入されたが、エンデュミオンクレーター防衛戦において、ムウ・ラ・フラガ搭乗機を除いて全滅した（ムウはこの戦闘において活躍し、「エンデュミオンの鷹」という異名をつけられている）。これにより、ただでさえ希少な適性を有するパイロットを多数喪失したため、作中ではムウ機のみが登場する。
G兵器のパイロットとなる新兵たちを乗せた輸送艦の護衛として出撃し、ジンを撃墜する。母艦が撃沈された後、ラウ・ル・クルーゼの搭乗するシグーと交戦しながらヘリオポリスへ進入し、アークエンジェルと合流してその搭載機となる。ヘリオポリスを脱出した後、追撃してきたクルーゼ隊との戦闘ではアークエンジェルとストライクを囮にし、ザフト軍に奪取された4機のG兵器を出し抜いて単機で敵母艦を強襲したうえ、戻ってストライクの窮地を救う。以降、ムウの卓抜した技量によって敵G兵器と対等に渡り合い、アークエンジェルの大気圏突入まで貴重な戦力として運用された。その後、ムウはスカイグラスパーを経てストライクに搭乗したため、アークエンジェルが再び宇宙に上がってからも本機が登場することはなく、消息は不明である。
『機動戦士ガンダムSEED』のコミックボンボン版では、最終決戦時、ムウはプロヴィデンスとの交戦の末、小破したストライクからメビウス・ゼロに乗り換え、有線式ガンバレルの特性を生かして機体ごとプロヴィデンスを拘束し、ムウはキラ・ヤマトに自身ごとプロヴィデンスを撃たせ、共に消滅した。

## メビウス
C.E.71年2月14日にはすでに運用が開始されていた機体であるが、同年6月2日のグリマルディ戦線においてメビウス・ゼロが大多数損失したことから、急遽大量生産が行われた、開戦初期には地球連合宇宙軍の主力として活躍した。
C.E.70年から71年におけるMAとは「戦闘機並の機動力」、「単機で任務を完了し得る火力」、「攻撃を防ぐ重装甲」を有する汎用重戦闘機をコンセプトとしており、撃墜時の人材損失への考慮から一人乗りがメインとなっている。
本機の両側に備えられた2連装のメインスラスターユニットは開発時すでに登場していたMSの構造を参考にされているため、フレキシブルに可動し、MAとして高い運動性を持つ。この点から、技術的にはメビウス・ゼロより1世代進んだ機体である。
メビウス・ゼロに装備されていたガンバレルは特別な空間認識能力を持たなければ扱えないことから、本機では撤廃された。その代わり、本機には標準装備として機体前面に1対のバルカン砲が搭載され、機体下部のウェポンベイに任務ごとに装備を換装して対応する。換装バリエーションは、機体中央のモジュールに1門のリニアガンと機体下部に4発の対艦用有線式誘導ミサイルを持つ「ノーマルタイプ」と、機体下部に核ミサイルを装備した「ボンバータイプ」の2種が主に登場するが、他にも試作も含めていくつかのバリエーションがある。
しかし、ザフトのMSと交戦した際はその運動性で至近距離まで肉薄され、装甲をMA-M3 重斬刀で両断される事態も発生した。そのため、ジンとの戦力比は3:1から5:1（劇中ではそれ以上と一方的）となっている。
C.E.73年時点においても二線級ながらも実戦投入が確認されているが、次世代機であるユークリッドへの機種換装が進むにつれて随時退役していると見られる。第1次連合・プラント大戦後期に入ると、対MS用兵器としての任務はMS「ストライクダガー」に譲られたが、宇宙戦闘機の発展兵器としての後継機は「コスモグラスパー」であるとされている。
核爆弾のボンバータイプはNジャマーによって核ミサイル自体を使えないため使用されなくなった、Nジャマーキャンセラーがラウ・ル・クルーゼの手によってフレイ・アルスターを通じてムルタ・アズラエルの手に渡って地球軍で核運用が可能になり次第、復活している。
武装
40mmバルカン砲
センターブロックに装備される火器。近接戦闘時の牽制用に用いられる。
対装甲リニアガン
メビウス・ゼロに装備されたものと同型。 民間に払い下げられたワークスジンでは、この装備にグリップを追加しMSの携行装備としている。
有線誘導式対艦ミサイル
ウェポンベイに最大四発装着される有線誘導式のミサイル。
Mk5核弾頭ミサイル
ウェポンベイに装備される。後に同型の核ミサイルがMS用のマルチランチャーパックにも導入された。
45mmガトリング砲
「SEED ASTRAY」に登場。サーペントテイルの叢雲劾搭乗機が使用した。
試製ロングレンジビームキャノン
山根公利のエッセイ「From G Field」に掲載。ヘリオポリス襲撃によってフェイズシフト装甲技術がザフトに漏洩したことを受け、実弾兵器が無力化された場合を想定して試作された装備。機体ウェポンベイに設置される。ジェネレーターが巨大化したうえ、索敵装備を追加できなかったことから、本装備では哨戒機との連携で遠距離攻撃を行う。

### 劇中での活躍（メビウス）
劇中では、ジンに背後を取られて撃たれたり馬乗りにされて至近距離から撃たれたりとたやすく撃墜されるシーンが散見され、G兵器にもビームライフルの一射で撃破されていた。『機動戦士ガンダムSEED』第1話ではヘリオポリス防衛のために駐屯していた連合軍の機体がジンと交戦し、撃破されている。さらに、第12話では（4機のG兵器を含むとはいえ）ザフト軍の20機程度のMS部隊によって100機近くのメビウスで構成される地球連合軍第八機動艦隊（放映当初の設定では、これでやっと戦力が拮抗するかどうかという状況）が壊滅させられた。
しかし、大戦末期のボアズ攻防戦では連合軍もMSを実用化したことから、本機も一撃離脱戦法に徹することが可能となり、活躍した。また、「ドゥーリットル」以下3隻のアガメムノン級に搭載された核攻撃部隊「ピースメイカー隊」（前述のボンバータイプ）がボアズを核攻撃で壊滅させるなど、こちらも活躍した。
『機動戦士ガンダムSEED ASTRAY』、『機動戦士ガンダムSEED X ASTRAY』では、叢雲劾やカナード・パルスが搭乗しているほか、ミラージュコロイドを装備した機体も登場する。劾が搭乗した際には、ロウのガンダムアストレイの奇襲をかわして反撃でダメージを与えるなど、搭乗者の技量次第ではMSとも渡り合える性能を持つことがわかる。
『機動戦士ガンダムSEED ASTRAY B』ではミラージュコロイドを搭載した実験機が登場し、ブルーフレームと交戦した。

## エグザス
『機動戦士ガンダムSEED DESTINY』以降に登場。メビウス・ゼロの後継機として開発されたガンバレル搭載型MA。メビウス・ゼロ同様、ガンバレルの操作には高い空間認識能力を必要とするため、事実上ネオ・ロアノークをはじめとした極少数のエースパイロットの専用機となっている。メビウス・ゼロの武装が実弾だったのに対し、本機の武装の多くはビーム兵器となっており、攻撃力が大きく向上したため、PS装甲装備のMSにとっても脅威となっている。ガンバレルは1基につき1対のビームカッターを持ち、従来のメビウス・ゼロには無い高度な格闘戦能力を有しているが、やはり宇宙空間でしか運用できない。
専用機によってパーソナルカラーが存在しており、ネオ・ロアノーク機は紫、モーガン・シュバリエ機は青となっている。

### 武装（エグザス）
MAU-M3 2連装リニアガン
機首に装備されている実弾兵器。ただし、劇中では緑色のビームを発射しており、これが描写ミスなのかビーム砲としても使用可能なのかは定かではない。
GAU-M2S 38.5mm機関砲
機首の下部に内蔵されている実弾兵器。
M54アーチャー 4連装ミサイルランチャー
胴体上部に内蔵されている兵器。
M16M-D4 ガンバレル
機体の背後に4台設置されている。その用法はメビウス・ゼロのものと同様だが、より小型化され、被弾率は軽減している。
GAU-868L2 2連装ビーム砲
ガンバレルに搭載されているビーム砲。
DE-RXM91Cフィールドエッジ「ホーニッドムーン」
ガンバレルに搭載されているビームカッター。

### 劇中での活躍（エグザス）
第81独立機動群ファントムペインによるアーモリーワン襲撃作戦において、ネオ・ロアノーク搭乗機がザフト軍MSを多数撃破し、インパルスとの戦闘では圧倒する活躍を見せた。デブリベルトでの戦闘において、ザクファントムと交戦し、ガンバレル2基を消失した。その後はファントムペインの活動が地球に移り、二度と宇宙へ上がらないまま壊滅したため、本機もこれ以降は登場していない。また、母艦のガーティ・ルーは月面ダイダロス基地を脱出する際、レジェンドの攻撃を受けて撃沈したため、ネオ機の消息は不明である。
『機動戦士ガンダムSEED DESTINY ASTRAY』では、モーガン・シュバリエ搭乗の機体が、イルド・ジョラール搭乗のプロトセイバーと交戦していた。